# Ophiomyia centrosematis
Ophiomyia centrosematis este o specie de muște din genul Ophiomyia, familia Agromyzidae. A fost descrisă pentru prima dată de De Meijere în anul 1940. Conform Catalogue of Life specia Ophiomyia centrosematis nu are subspecii cunoscute.